# Shadow Dancing
Singles de Andy Gibb
(Love Is) Thicker Than Water
(1977) An Everlasting Love
(1978)
Pistes de Shadow Dancing
Why
Shadow Dancing est une chanson disco d'Andy Gibb, sortie en 1978. 